# Zgornje Pobrežje
Zgornje Pobrežje – wieś w Słowenii, w gminie Rečica ob Savinji. W 2018 roku liczyła 105 mieszkańców.